# Air Hong Kong
Air Hong Kong is een Chinese luchtvrachtmaatschappij met haar thuisbasis in Hongkong.
De maatschappij is opgericht in 1985 door Dr.Stanley Ho/Shun Tak holding In 1994 nam Cathay Pacific Airways een aandeel van 75% en verhoogde dit tot 100% in 2002. In 2002 nam DHL een aandeel van 40% over van Cathay Pacific Airways.

## Bestemmingen
Vanuit Hongkong voerde Air Hong Kong in juli 2007 lijnvluchten uit naar:
- Bangkok
- Osaka
- Nagoya
- Penang
- Seoel
- Shanghai
- Singapore
- Taipei
- Tokio

## Vloot
De vloot van Air Hong Kong bestond in juli 2016 uit:
- 10 Airbus A300-600F
- 3 Boeing B747-400F